# Handebol de praia nos Jogos Asiáticos de Praia de 2008
As competições de handebol de praia nos Jogos Asiáticos de Praia de 2008 ocorreram entre 18 e 25 de outubro. Dois torneios foram disputado.

## Calendário
| Outubro           | 18 | 19 | 20 | 21 | 22 | 23 | 24 | 25 | 26 | Finais |
| ----------------- | -- | -- | -- | -- | -- | -- | -- | -- | -- | ------ |
| Handebol de praia |    |    |    |    |    |    |    | 2  |    | 2      |

## Quadro de medalhas
| Ordem | País          |   |   |   |   |
| 1     | China         | 1 |   |   | 1 |
| 1     | Paquistão     | 1 |   |   | 1 |
| 3     | Tailândia     |   | 1 | 1 | 2 |
| 4     | Kuwait        |   | 1 |   | 1 |
| 5     | Taipé Chinesa |   |   | 1 | 1 |
| TOTAL | TOTAL         | 2 | 2 | 2 | 6 |

## Medalhistas
| Evento               | Ouro          | Prata         | Bronze           |
| Masculino (detalhes) | PAK Paquistão | KUW Kuwait    | THA Tailândia    |
| Feminino (detalhes)  | CHN China     | THA Tailândia | TPE Taipé Chinês |

## Resultados
| Grupo A | Grupo A   |
| ------- | --------- |
| 1       | Tailândia |
| 2       | Catar     |
| 3       | Omã       |
| 4       | Japão     |

| Grupo B | Grupo B   |
| ------- | --------- |
| 1       | Paquistão |
| 2       | Kuwait    |
| 3       | Jordânia  |
| 4       | Indonésia |

| Grupo A | Grupo A   |
| ------- | --------- |
| 1       | Tailândia |
| 2       | Catar     |
| 3       | Omã       |
| 4       | Japão     |

| Grupo B | Grupo B   |
| ------- | --------- |
| 1       | Paquistão |
| 2       | Kuwait    |
| 3       | Jordânia  |
| 4       | Indonésia |

| Semifinais | Semifinais | Semifinais | Semifinais |
| ---------- | ---------- | ---------- | ---------- |
| SF1        | Tailândia  | 1-2        | Kuwait     |
| SF2        | Paquistão  | 2-1        | Qatar      |

| Finais              | Finais    | Finais | Finais    |
| ------------------- | --------- | ------ | --------- |
| Decisão do 7º lugar | Índia     | 1-2    | Japão     |
| Decisão do 5º lugar | Jordânia  | 2-0    | Omã       |
| Decisão do 3º lugar | Tailândia | 2-1    | Qatar     |
| Final               | Kuwait    | 1-2    | Paquistão |

| Grupo E | Grupo E       |
| ------- | ------------- |
| 1       | Taipé Chinesa |
| 2       | Índia         |
| 3       | Vietname      |
| 4       | Indonésia     |

| Grupo F | Grupo F   |
| ------- | --------- |
| 1       | China     |
| 2       | Tailândia |
| 3       | Japão     |
| 4       | Jordânia  |
| 5       | Hong Kong |

| Grupo E | Grupo E       |
| ------- | ------------- |
| 1       | Taipé Chinesa |
| 2       | Índia         |
| 3       | Vietname      |
| 4       | Indonésia     |

| Grupo F | Grupo F   |
| ------- | --------- |
| 1       | China     |
| 2       | Tailândia |
| 3       | Japão     |
| 4       | Jordânia  |
| 5       | Hong Kong |

| Semifinais | Semifinais    | Semifinais | Semifinais |
| ---------- | ------------- | ---------- | ---------- |
| SF1        | Taipé Chinesa | 0-2        | Tailândia  |
| SF2        | China         | 2-0        | Índia      |

| Finais              | Finais        | Finais | Finais   |
| ------------------- | ------------- | ------ | -------- |
| Decisão do 7º lugar | Indonésia     | 0-2    | Jordânia |
| Decisão do 5º lugar | Vietname      | 2-0    | Japão    |
| Decisão do 3º lugar | Taipé Chinesa | 2-0    | Índia    |
| Final               | Tailândia     | 0-2    | China    |